# Coryphantha sulcata
Coryphantha sulcata är en kaktusväxtart som först beskrevs av Georg George Engelmann, och fick sitt nu gällande namn av Nathaniel Lord Britton och Joseph Nelson Rose. Coryphantha sulcata ingår i släktet Coryphantha, och familjen kaktusväxter. Inga underarter finns listade i Catalogue of Life.

## Bildgalleri

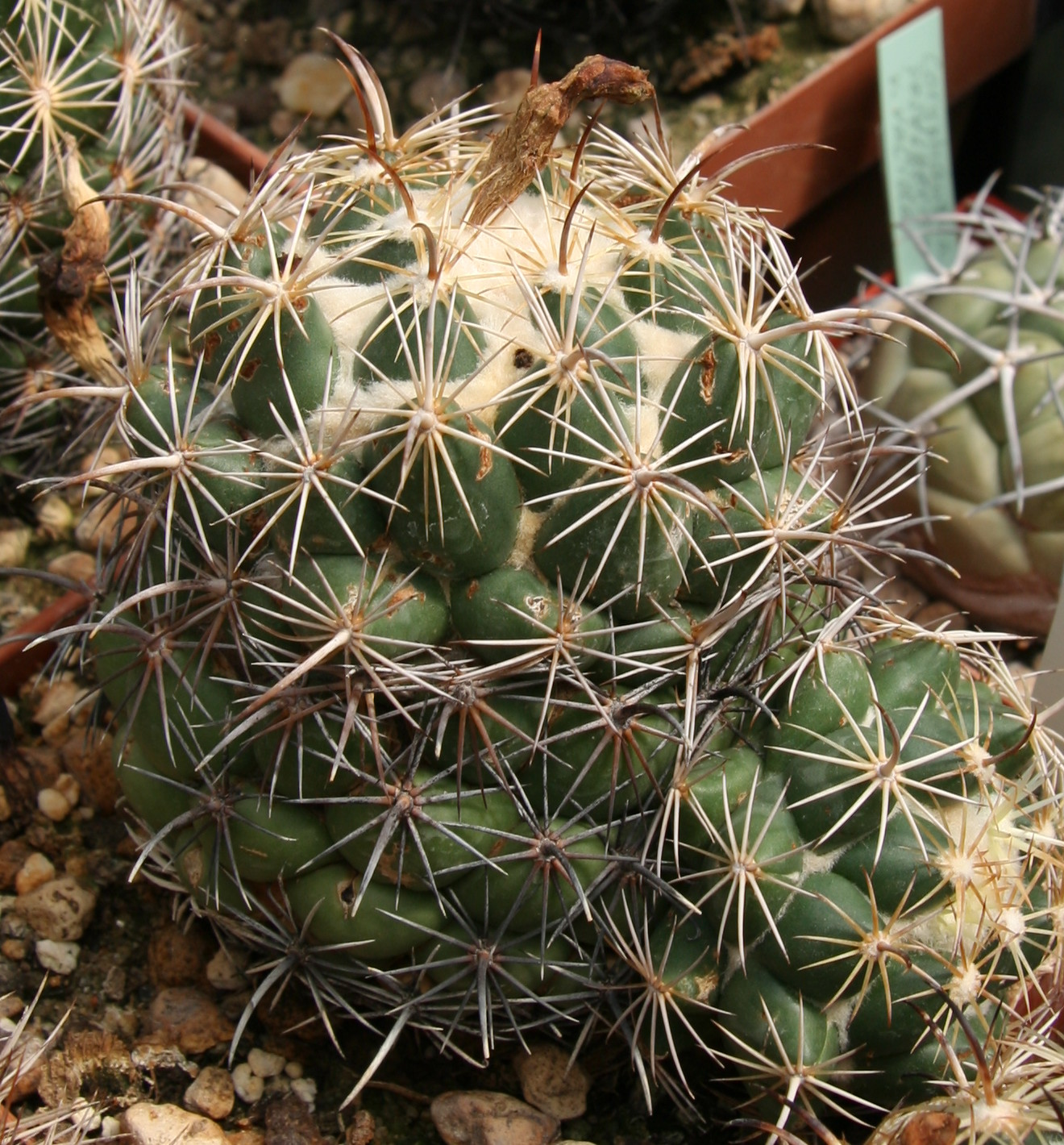